# 名古屋市立蓬来小学校
名古屋市立蓬来小学校（なごやしりつ よもぎしょうがっこう）は、愛知県名古屋市名東区よもぎ台一丁目にある公立小学校。

## 概要
- つつじが丘、八前一丁目、八前二丁目、よもぎ台一丁目、よもぎ台二丁目、よもぎ台三丁目の一部、若葉台などが通学区域であり、公立中学校の進学先は名古屋市立猪子石中学校である[1]。

## 沿革
- 1975年（昭和50年）4月 - 名古屋市立香流小学校より分離し、開校する。
- 1976年（昭和51年） - 校舎を増築する。
- 1977年（昭和52年） - 校舎を増築する。
- 1979年（昭和54年） - 分校の設置が決まる。
- 1980年（昭和55年）4月 - 分校が設置と同時に名古屋市立平和が丘小学校として独立し、開校する。

## 交通アクセス
- 名古屋市営地下鉄東山線一社駅下車、徒歩約20分。
- 名古屋市営バス【名東巡回系統】「蓬来小学校」バス停より徒歩約3分。
- 名古屋市営バス【幹一社1号系統】、【星丘11号系統】、【池下11号系統】、【名東巡回系統】「猪高車庫」より徒歩約5分。
- 名古屋市営バス【上社11号系統】「若葉台」バス停より徒歩約5分。